# Medalla de la Doble Hélice
La Medalla de la doble hélice (o Double Helix Medal, en inglés) es un premio otorgado desde el año 2006 por el Laboratorio Cold Spring Harbor (CSHL) a personas que hayan contribuido especialmente a mejorar las ciencias de la salud mediante la concienciación o financiación a investigación en el campo de la biomedicina.
Algunos de los receptores de la medalla han sido Muhammad Ali, por su lucha contra la Enfermedad de Parkinson, Bob Wright y su esposa Suzanne, por la creación de la fundación Autism Speaks, David H. Koch por haber donado más de 300 millones de dólares a proyectos de investigación biomédica.

La Medalla de la doble hélice recibe su nombre de la icónica estructura de la molécula de ADN, un pilar central del campo de investigación biomédica.

## Ganadores de la Medalla[1]
- 2015 - John Forbes Nash
- 2014 - Andrew Solomon, Matthew Meselson y Marlo Thomas
- 2013 - Peter Neufeld, Robin Roberts y Barry Scheck
- 2012 - Michael J. Fox, Arthur D. Levinson y Mary D. Lindsay
- 2011 - Kareem Abdul-Jabbar, Temple Grandin y Harold E. Varmus
- 2010 - Mary-Claire King, Evelyn Lauder y John Forbes Nash[2][3]
- 2009 - Herbert W. Boyer, Stanley N. Cohen, Kathryn W. Davis y Maurice Greenberg
- 2008 - Sherry Lansing, Marilyn and James Simons, James D. Watson y J. Craig Venter
- 2007 - David H. Koch, Michael Wigler y Richard Axel[4]
- 2006 - Muhammad Ali, Bob Wright y Phillip Sharp[5][6]